# Mark Andrew Lewis
Mark Andrew Lewis, S.J. (Miami, 5 de novembro de 1959) é um padre jesuíta norte-americano da Igreja Católica, atual Reitor da Pontifícia Universidade Gregoriana.

## Biografia
Nascido em 5 de novembro de 1959 em Miami, estudou com as Irmãs da Escola de Notre Dame até que sua família se mudou para uma área mais rural no centro do estado da Florida.
Em 1980, entrou na Companhia de Jesus e foi ordenado padre em 8 de junho de 1991. Em 1984, formou-se em Filosofia pela St. Louis University (Saint Louis, Missouri) e, em 1991, formou-se em Teologia pelo Regis College de Toronto (Canadá). Em 1995, obteve o doutorado em História pela Universidade de Toronto (Canadá) com uma dissertação intitulada “O impacto social do colégio jesuíta de Nápoles, 1552-1600”.
De 1996 a 2004 trabalhou no Instituto Histórico da Companhia de Jesus em Roma, do qual foi Diretor a partir de 1998. Ao longo desses anos, começou a lecionar na Pontifícia Universidade Gregoriana, na Faculdade de História Eclesiástica. Em 2005 retornou aos Estados Unidos e lecionou no Spring Hill College. De 2008 a 2014 foi Superior Provincial da Província de Nova Orleans da Companhia de Jesus. Retornou à Gregoriana em janeiro de 2017 como membro do corpo docente da Faculdade de História e Patrimônio Cultural da Igreja, publicou vários estudos sobre a história da educação na Companhia de Jesus. É o vice-reitor acadêmico desde 2019.
Em 14 de junho de 2022, foi nomeado como Reitor da Pontifícia Universidade Gregoriana, cargo que passou a exercer a partir de 1 de setembro.